# レディング大学
レディング大学（英語: University of Reading）は、イギリス、バークシャーのレディングにある公立大学。1892年にユニバーシティ・カレッジ・レディング（University College, Reading）として創立され、1926年にジョージ5世から大学勅許状（ロイヤル・チャーター）を受けた。二度の世界大戦の間に大学勅許状を受けた唯一の大学であり、レッド・ブリック（赤レンガ）大学の一つに数えられる。
2015年の『QS世界大学ランキング』では156位になり、過去最高位を記録した。また、イギリスの主導的研究特化型大学の一つでもある。レディングの市街地付近に3つ（過去には4つ）のキャンパスを有している。

## キャンパス

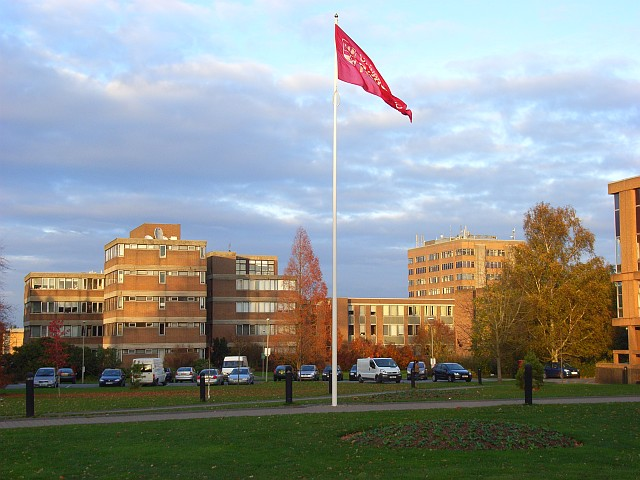
ホワイト・ナイツキャンパス

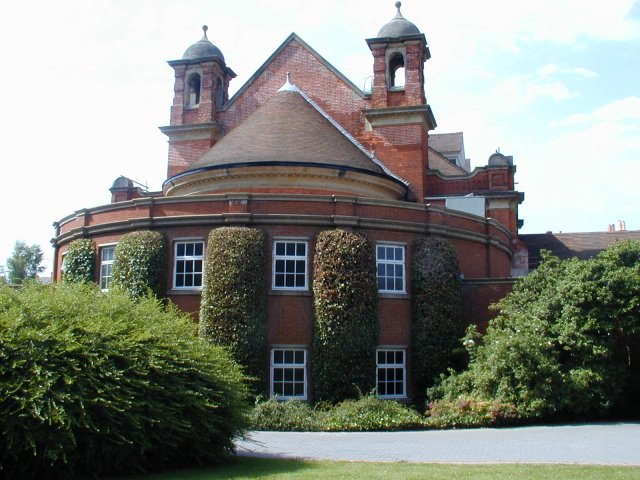
大学大ホール、ロンドン・ロードキャンパス

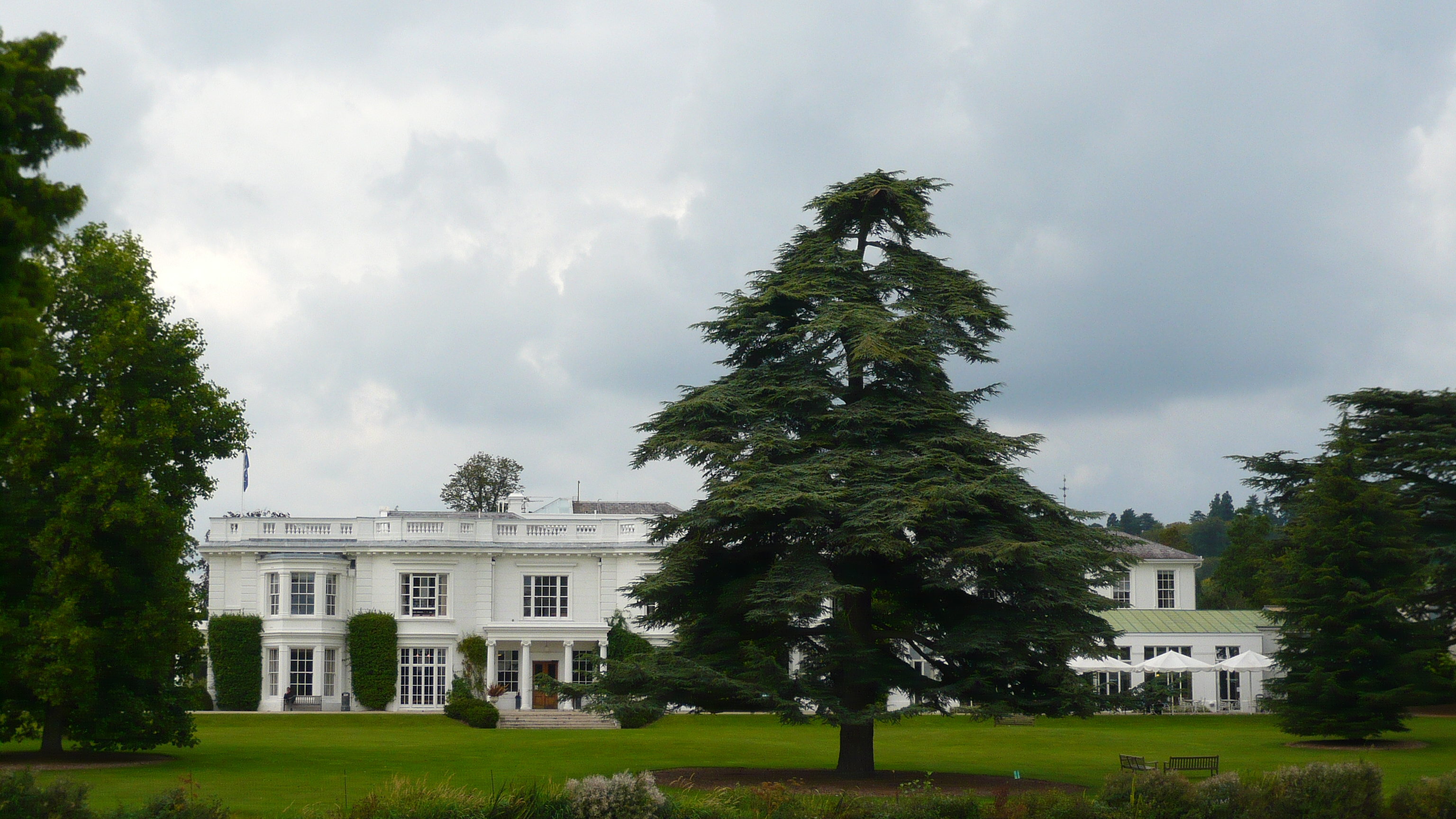
グリーンランズキャンパス、ビジネススクールが使用している。

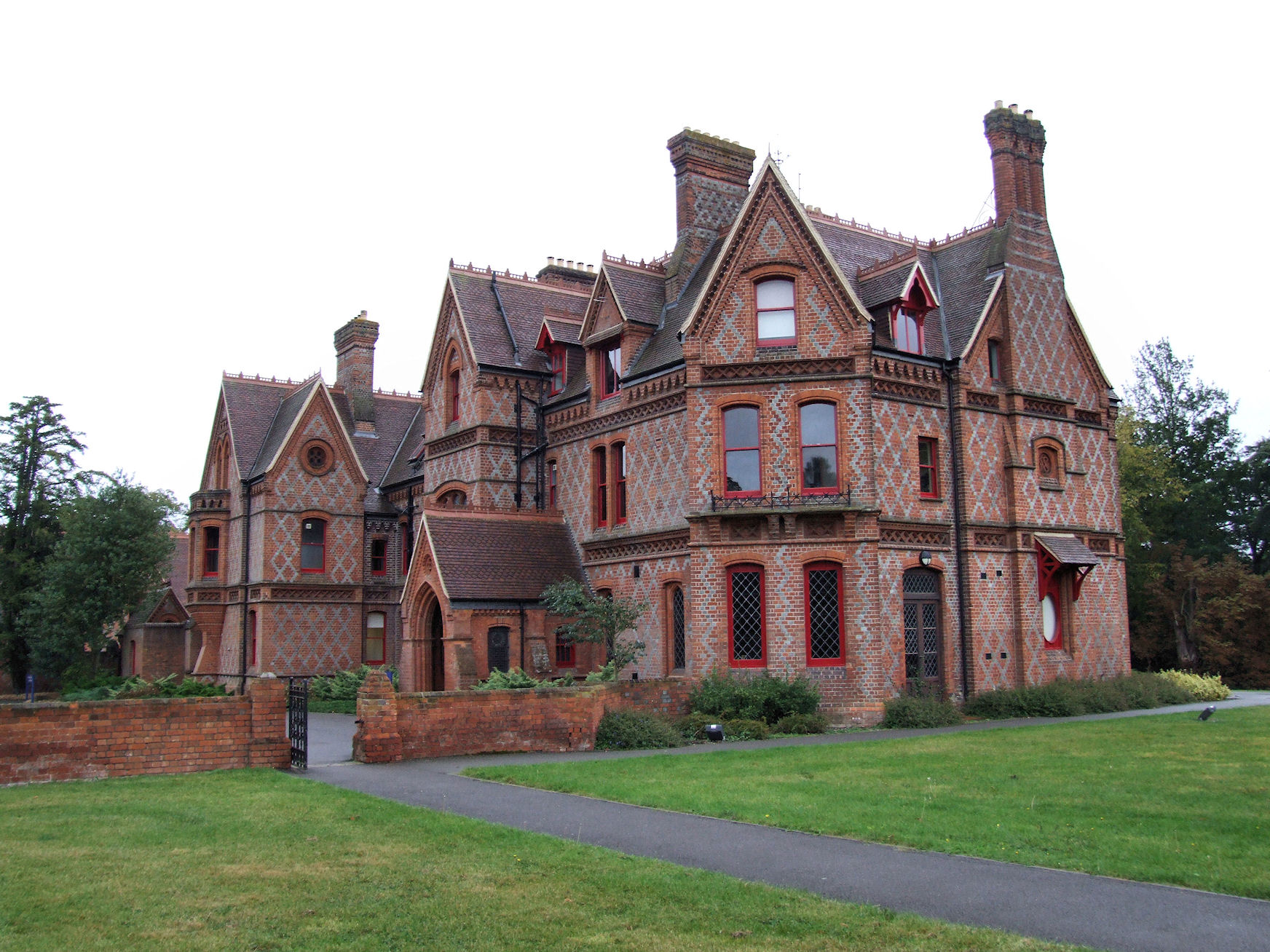
フォックスヒル・ハウス、法学部が使用している。

レディングは1.6平方キロメートル（395エーカー）の土地を保有しており、全部で4つのキャンパスがある。
- ホワイト・ナイツキャンパス
- ロンドン・ロードキャンパス
- グリーンランズキャンパス
- アジアンキャンパス

## 学科構成・組織
Faculty of Arts, Humanities and Social Science（芸術・人文・社会科学部）
- School of Arts and Communication Design（芸術・コミュニケーションデザインスクール）
  - Department of Art（美術学科）
  - Department of Film, Theatre and Television（映像・舞台・テレビ学科）
  - Department of Typography and Graphic Communication（タイポグラフィ・グラフィックコミュニケーション学科）
- Institute of Education（教育研究所）
- School of Humanities（人文学スクール）
  - Department of Classics（古典学科）
  - Department of History（歴史学科）
  - Department of Philosophy（哲学科）
- School of Law（法スクール）
- School of Literature and Languages（文学・言語スクール）
  - Department of English Language and Literature（英語・英文学科）
  - Department of Modern Languages and European Studies（近代言語・ヨーロッパ研究学科）
- School of Politics, Economics and International Relations（政治・経済・国際関係スクール）
  - Department of Economics（経済学科）
  - Department of Politics and International Relations（政治・国際関係学科）
- International Study and Language Institute（国際研究・言語研究所）

Faculty of Life Sciences（生命科学部）
- School of Agriculture, Policy and Development（農業・政策・開発スクール）
- School of Biological Sciences（生物科学スクール）
- School of Chemistry, Food and Pharmacy（化学・食料・薬学スクール）
  - Department of Chemistry（化学科）
  - Food and Nutritional Sciences（食料・栄養科学科）
  - The Reading School of Pharmacy（レディング薬学スクール）
- School of Psychology and Clinical Language Science（心理学・臨床言語科学科）
  - Department of Clinical Language Sciences（臨床言語科学科）
  - Department of Psychology（心理学科）

Faculty of Science（理学部）
- School of Construction Management and Engineering（建設マネジメント・工学スクール）
- School of Archaeology, Geography and Environmental Science（考古学・地理学・環境科学科）
  - Department of Archaeology（考古学科）
  - Department of Geography and Environmental Science（地理学・環境科学科）
- School of Mathematical and Physical Sciences（数学・物理学スクール）
  - Department of Mathematics and Statistics（数学・統計学科）
  - Department of Meteorology（気象学科）
- School of Systems Engineering（システム工学科）

## 出身者
- 奥山真司 - 戦略科学者、地政学者
- 三次啓都 - 国際連合食糧農業機関事務局長補兼林業局長